# Cowboy Style
»Cowboy Style« je pesem Kylie Minogue z njenega glasbenega albuma Impossible Princess (1997), preko katerega je izšel kot singl avgusta 1998. Pesem je izšla samo v Avstraliji, in sicer preko založbe Mushroom Records, saj je do tedaj pogodba Kylie Minogue z britansko založbo Deconstruction Records že potekla; njen zadnji singl, izdan v Veliki Britaniji in drugod po Evropi, je bila pesem »Breathe«.
Pesem »Cowboy Style« je producirala skupina Brothers in Rhythm in govori o prvem srečanju Kylie Minogue z Stéphaneom Sednaouijem, njenim takratnim fantom.
Pesem je zadnji singl, izdan preko albuma Impossible Princess, in je zasedla devetintrideseto mesto na avstralski glasbeni lestvici. Kot B-stran singla je izšla pesem »Love Takes Over Me«, ki je že prej izšla preko singla »Some Kind of Bliss«.

## Seznam verzij
- CD s singlom

1. »Cowboy Style« – 3:51
2. »Love Takes Over Me« (singl) – 4:09
3. »Cowboy Style« - Videospot

- Ostale uradne verzije

1. »Cowboy Style« (studijska verzija s turneje Fever2002 Tour)

## Videospot
Videospot za pesem »Cowboy Style« so posneli med enem izmed koncertov turneje Intimate and Live Tour. Čeprav je med koncertom pela v živo, je pesem vključevala vokale Kylie Minogue, posnete v studiju. Videospota niso izdali povsod po svetu, temveč le v Avstraliji in na Novi Zelandiji, saj je bila njena takratna založba, Mushroom Records, pooblaščena le za izdajanje njenih del v teh dveh državah. V Avstraliji je videospot izšel tudi preko iTunesa in na CD-ju s singlom.

## Sprejem s strani kritikov
Chris True s spletne strani Allmusic je v svoji oceni pesmi napisal, da pesem »v živo zveni močneje kot studijska verzija«. Kljub temu je pesem oznanil za eno od najboljših pesmi z albuma Impossible Princess. Novinar revije Slant Magazine, Sal Cinquemani, je pesem opisal kot »pesem z enimi izmed boljših tolkal, brenkala pa delujejo bolj keltsko kot country (pa so vseeno simpatična).«

## Nastopi v živo
Kylie Minogue je s pesmijo »Cowboy Style« nastopila na naslednjih turnejah:
- Intimate and Live Tour
- KylieFever2002 (skupaj s pesmima »Double Dutch Bus« in »The Real Slim Shady«)
- Showgirl: The Homecoming Tour

## Dosežki
| Lestvica (1998)   | Dosežek |
| ----------------- | ------- |
| Avstralija (ARIA) | 39      |